# Otto Franciszek Austriacki

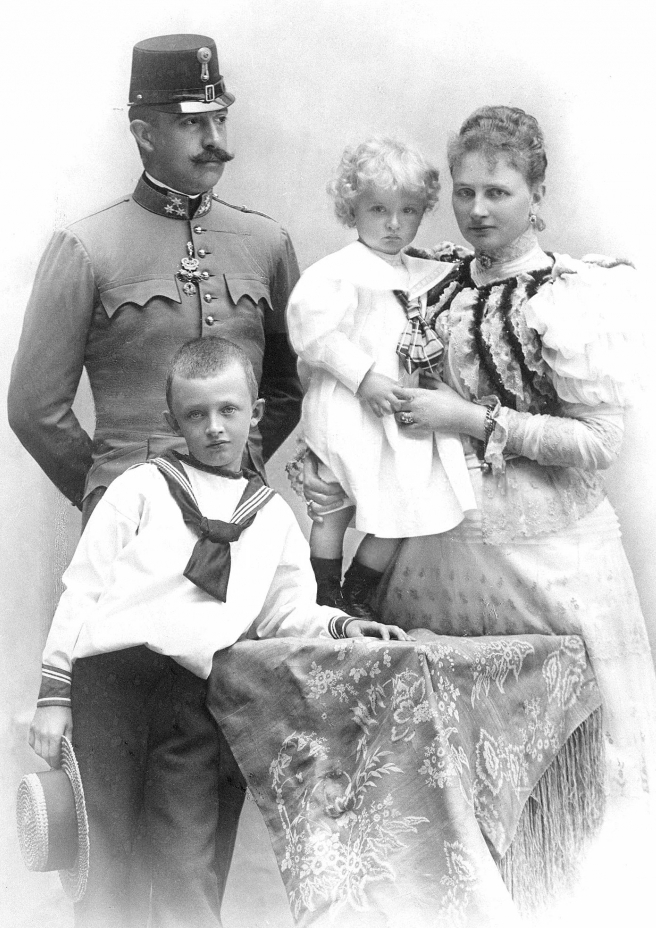
Otto Franciszek z rodziną.

Otto Franciszek Józef Karol Ludwik Maria Austriacki (niem. Otto Franz Josef Karl Ludwig Maria von Österreich, ur. 21 kwietnia 1865 w Grazu; zm. 1 listopada 1906 w Wiedniu), arcyksiążę austriacki, ojciec cesarza Karola I.

## Życiorys
Jego rodzicami byli arcyksiążę Karol Ludwik (młodszy brat cesarza Franciszka Józefa) i jego druga żona - Maria Annunziata Burbon, księżniczka Neapolu i Sycylii. Był bratem arcyksięcia Ferdynanda, następcy tronu Austrii, zamordowanego w Sarajewie.
Po śmierci arcyksięcia Rudolfa w 1889 roku, następcą cesarza Franciszka Józefa I został jego brat arcyksiążę Karol Ludwik, a po jego śmierci syn Karola Ludwika, arcyksiążę Franciszek Ferdynand. Przez chwilę rozważano na dworze kandydaturę arcyksięcia Ottona, jako potencjalnego następcy, gdy okazało się, że arcyksiążę Franciszek Ferdynand jest ciężko chory. Cesarz Franciszek Józef nie dopuszczał jednak myśli, iż arcyksiążę Otton miałby kiedykolwiek zostać władcą monarchii austro-węgierskiej. Problem zniknął, gdy Franciszek Ferdynand wrócił do zdrowia.
Otton w wieku sześciu lat stracił matkę. Jego wychowaniem zajął się Alfred Ludwig Freiherr von Degenfeld. Arcyksiążę był uczniem inteligentnym, ale niesfornym. Cieszył się większym niż Franciszek Ferdynand uznaniem ojca, co stało się powodem licznych niesnasek w rodzinie.
Arcyksiążę Otto był bohaterem wielu skandali. Długo opowiadano w Wiedniu, jak pijany Otto, odziany tylko w wojskowe buty - ale za to z szablą u boku - przywitał w restauracji Sachera ambasadora brytyjskiego z rodziną. Otto Franciszek, choć prowadził życie obfitujące w skandale, odznaczał się wybitną inteligencją i troszczył się o swe dzieci. Cesarza Franciszka Józefa nie cieszyła perspektywa objęcia tronu przez starszego brata Ottona, Franciszka Ferdynanda, ale myśl, że następcą tronu mógłby zostać jego młodszy brat napawała go przerażeniem. Ostatnie dwa lata przed śmiercią przeleżał w łóżku, nie mając prawie żadnego kontaktu z publicznym życiem.

## Odznaczenia
Odznaczenia Otto Franciszka to między innymi:
- Order Złotego Runa (Austro-Węgry)
- Krzyż Wielki Orderu Świętego Stefana (Austro-Węgry)
- Krzyż Zasługi Wojskowej (Austro-Węgry)
- Odznaka za Służbę Wojskową dla Oficerów III Stopnia (Austro-Węgry)
- Brązowy Medal Jubileuszowy Pamiątkowy dla Sił Zbrojnych (Austro-Węgry)
- Krzyż Wielki Orderu Świętego Józefa (Wielkie Księstwo Toskanii)
- Baliw Wielkiego Krzyża po Sprawiedliwości (Zakon Maltański)
- Order Świętego Andrzeja (Imperium Rosyjskie)
- Order Świętego Aleksandra Newskiego (Imperium Rosyjskie)
- Cesarski i Królewski Order Orła Białego (Imperium Rosyjskie)
- Order Świętej Anny I klasy (Imperium Rosyjskie)
- Order Orła Czarnego (Cesarstwo Niemieckie)
- Order Annuncjaty (Królestwo Włoch)
- Krzyż Wielki Orderu Karola III (Hiszpania)
- Order Korony Rucianej (Królestwo Saksonii)
- Krzyż Wielki Orderu Korony Wirtemberskiej (Królestwo Wirtembergii)
- Wielka Wstęga Orderu Leopolda (Belgia)
- Krzyż Wielki Orderu Gwiazdy Rumunii (Królestwo Rumunii)
- Krzyż Wielki Orderu Orła Białego (Królestwo Serbii)
- Order Domowy Chakri (Syjam)
- Krzyż Wielki Orderu Ludwika (Hesja)
- Krzyż Wielki Orderu Sokoła Białego (Saksonia-Weimar)
- Krzyż Wielki Orderu Ernestyńskiego (Królestwo Saksonii)

## Małżeństwo i rodzina
2 października 1886 ożenił się w Dreźnie z księżniczką saksońską Marią Józefą, córką króla Jerzego I Wettyna. Para doczekała się dwóch synów:
- Arcyksięcia Karola Franciszka (1887–1922), ostatniego monarchę Austro-Węgier;
- Arcyksięcia Maksymiliana Eugeniusza (1895–1952).

Z pozamałżeńskiego związku z Marie Schleinzer miał dwoje dzieci:
- Alfreda Józefa von Hortenau (1892–1957);
- Hildegardę von Hortenau (1894–?).

## Genealogia
| Prapradziadkowie                       | cesarz rzymsko-niemiecki Leopold II Habsburg (1747-1792) ∞ 1765 Maria Ludwika Burbon (1745-1792)  | król Obojga Sycylii Ferdynand I Burbon (1751-1825) ∞1768 Maria Karolina Habsburg                  | Fryderyk Michał Wittelsbach (Pfalz-Birkenfeld) (1724-1767) ∞1746 Maria Franciszka Wittelsbach (Pfalz-Sulzbach) (1724-1794) | Karol Ludwik Badeński (1755-1801) ∞1775 Amalia Fryderyka Hessen-Darmstadt (1754-1832)                   | Ferdynand I Burbon (1751-1825) ∞1768 Maria Karolina Habsburg (1752-1814)                          | Karol IV Burbon (1748-1819) ∞1765 Maria Ludwika Burbon-Parmeńska (1751-1819)                      | Leopold II Habsburg (1747-1792) ∞1765 Maria Ludwika Burbon (1745-1792)                            | Fryderyk Wilhelm Nassau-Weilburg (1768-1816) ∞ 1788 Luiza Izabela Kirchberg (1772-1827)           |
| Pradziadkowie                          | Franciszek II Habsburg (1768-1835) ∞1790 Maria Teresa Burbon-Sycylijska (1770-1804)               | Franciszek II Habsburg (1768-1835) ∞1790 Maria Teresa Burbon-Sycylijska (1770-1804)               | król Bawarii Maksymilian I Józef Wittelsbach (1756-1825) ∞ 1797 Karolina Fryderyka Badeńska (1776-1841)                    | król Bawarii Maksymilian I Józef Wittelsbach (1756-1825) ∞ 1797 Karolina Fryderyka Badeńska (1776-1841) | król Obojga Sycylii Franciszek I Burbon (1777-1830) ∞ 1802 Maria Izabela Burbon (1789-1848)       | król Obojga Sycylii Franciszek I Burbon (1777-1830) ∞ 1802 Maria Izabela Burbon (1789-1848)       | Karol Ludwik Habsburg (1771-1847) ∞ 1815 Henrietta Nassau-Weilburg (1797-1829)                    | Karol Ludwik Habsburg (1771-1847) ∞ 1815 Henrietta Nassau-Weilburg (1797-1829)                    |
| Dziadkowie                             | arcyksiążę Franciszek Karol Habsburg (1802-1878) ∞1824 Zofia Wittelsbach (1805-1872)              | arcyksiążę Franciszek Karol Habsburg (1802-1878) ∞1824 Zofia Wittelsbach (1805-1872)              | arcyksiążę Franciszek Karol Habsburg (1802-1878) ∞1824 Zofia Wittelsbach (1805-1872)                                       | arcyksiążę Franciszek Karol Habsburg (1802-1878) ∞1824 Zofia Wittelsbach (1805-1872)                    | król Obojga Sycylii Ferdynand II Burbon (1810-1859) ∞1837 Maria Teresa Habsburg (1816-1867)       | król Obojga Sycylii Ferdynand II Burbon (1810-1859) ∞1837 Maria Teresa Habsburg (1816-1867)       | król Obojga Sycylii Ferdynand II Burbon (1810-1859) ∞1837 Maria Teresa Habsburg (1816-1867)       | król Obojga Sycylii Ferdynand II Burbon (1810-1859) ∞1837 Maria Teresa Habsburg (1816-1867)       |
| Rodzice                                | arcyksiążę Karol Ludwik Habsburg (1833-1896) ∞1862 Maria Annunziata Burbon-Sycylijska (1843-1871) | arcyksiążę Karol Ludwik Habsburg (1833-1896) ∞1862 Maria Annunziata Burbon-Sycylijska (1843-1871) | arcyksiążę Karol Ludwik Habsburg (1833-1896) ∞1862 Maria Annunziata Burbon-Sycylijska (1843-1871)                          | arcyksiążę Karol Ludwik Habsburg (1833-1896) ∞1862 Maria Annunziata Burbon-Sycylijska (1843-1871)       | arcyksiążę Karol Ludwik Habsburg (1833-1896) ∞1862 Maria Annunziata Burbon-Sycylijska (1843-1871) | arcyksiążę Karol Ludwik Habsburg (1833-1896) ∞1862 Maria Annunziata Burbon-Sycylijska (1843-1871) | arcyksiążę Karol Ludwik Habsburg (1833-1896) ∞1862 Maria Annunziata Burbon-Sycylijska (1843-1871) | arcyksiążę Karol Ludwik Habsburg (1833-1896) ∞1862 Maria Annunziata Burbon-Sycylijska (1843-1871) |
| Otto Franciszek Austriacki (1865-1906) |                                                                                                   |                                                                                                   | | |                                                                                                   |                                                                                                   |                                                                                                   |                                                                                                   |